# Gerhard Willem Spitzen

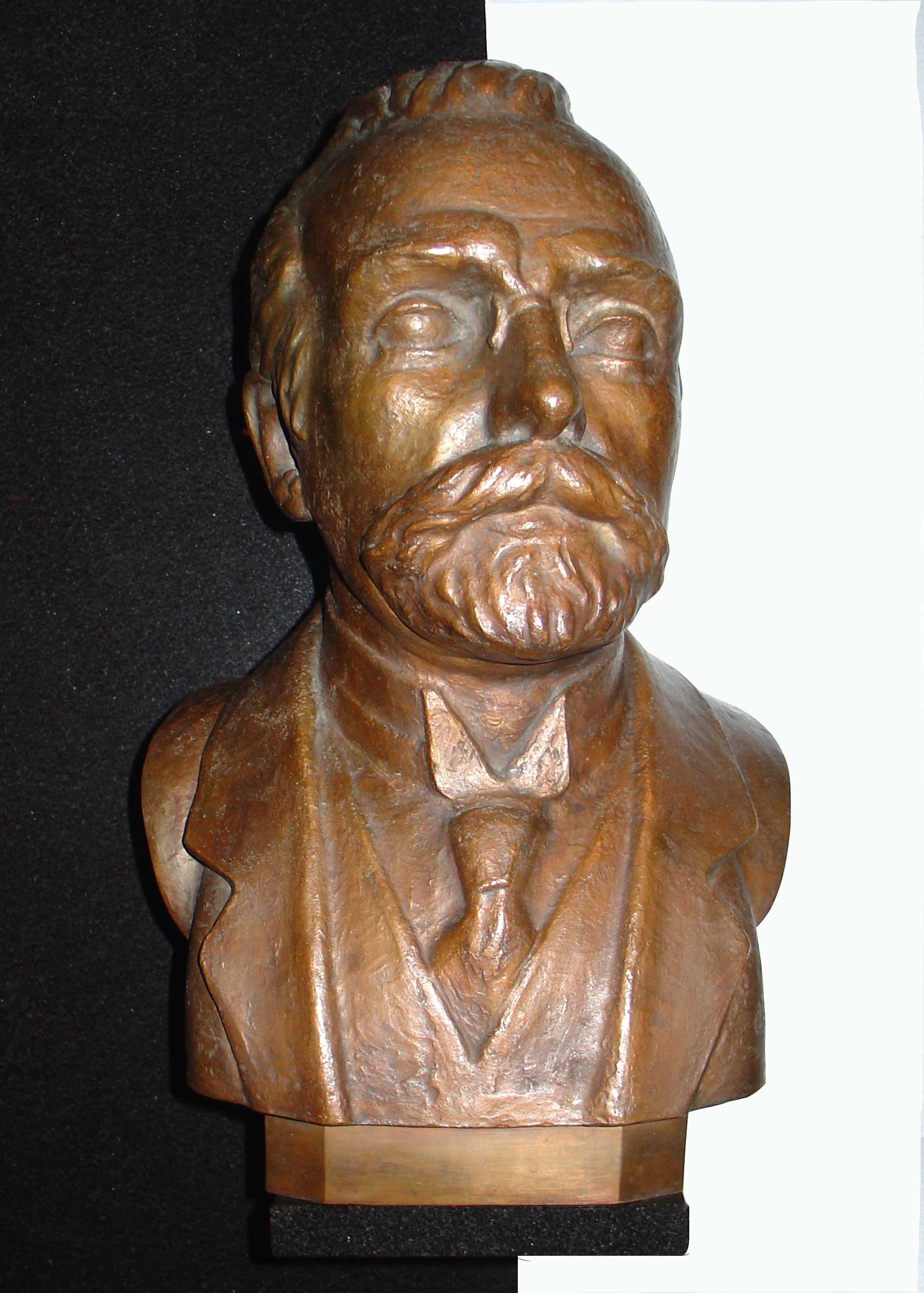
Buste van Geert Teis gemaakt door Willem Valk - in de foyer van het Theater Geert Teis te Stadskanaal

Gerhard Willem Spitzen (Stadskanaal, 13 november 1864 – Ruurlo, 13 maart 1945) was een Nederlands schrijver en dichter in de Groningse taal.
Gerhard Willem Spitzen is beter bekend geworden onder zijn schrijversnaam Geert Teis Pzn., een anagram voor Geert Spitzen. Hij werd op 13 november 1864 te Stadskanaal geboren als zoon van Henderikus Johannes Spitzen en Wilhelmina Catharina Hegge. Hij groeide op in de Kanaalstreek. Zijn vader was er vervener en winkelier en tevens raadslid van de gemeente Wildervank, waarbij het gedeelte van Stadskanaal, waar de Spitzens woonden, behoorde. Na zijn kweekschoolopleiding in 's-Hertogenbosch werd hij leraar Duits en Nederlands. Hij is vooral bekend geworden door het schrijven van poëzie, verhalen en toneelstukken in het Gronings.
Bekende gedichten van hem zijn onder andere het Gronings volkslied "Van Lauwerszee tot Dollard tou" en de "Knoalster Lorelei" met de bekende regels: "Ik wait nait, wat zel 't toch beduden, dat ik zo miesderig bin". Een toneelstuk van zijn hand, dat veel in het Gronings is opgevoerd, is "Dizzepie-dizzepu".
Daarnaast ontpopte Spitzen zich als een belangrijk promotor van de Groningse taal. Hij werd in 1918 redacteur van het nieuwe maandblad van de vereniging "De Grunneger Sproak". Het is zijn verdienste geweest, dat hij de diverse tijdschriften voor de Groninger taal en cultuur wist te bundelen in een nieuw tijdschrift "Groningen" een geïllustreerd maandblad voor geschiedenis, volkstaal, kunst, industrie en landbouw, waarvan Spitzen zelf de eerste hoofdredacteur werd.
Spitzen was in zijn jeugdjaren een tijd- en plaatsgenoot van de componist Cornelis Dopper, voor wie hij, volgens Joop Stam, de biograaf van Dopper, veel bewondering had.
Spitzen woonde het grootste deel van zijn leven in diverse plaatsen buiten de provincie Groningen. Hij trouwde op 20 december 1894 met zijn vroegere buurmeisje Jantina Brouwer uit Stadskanaal. Uit dit huwelijk werd in 1896 een zoon geboren, Derk Gerard Willem Spitzen, de latere secretaris-generaal en minister van Verkeer en Waterstaat. Spitzen overleed nog voor het einde van de Tweede Wereldoorlog in 1945 in het Gelderse Ruurlo.

## Stadskanaal
- In Stadskanaal zijn twee straten (de G.W. Spitzenstraat en de Geert Teisstraat), een plein (het Geert Teisplein), een theater (het 'Theater Geert Teis') en een school (de G.W. Spitzenschool) naar hem genoemd. Een herdenkingsplaquette is aangebracht in de zijmuur van zijn geboortehuis.

- Sinds 2007 staat de, door de beeldhouwer Willem Valk vervaardigde, buste van Geert Teis in het naar hem genoemde theater in Stadskanaal. Dit beeld was in 1948 door het toenmalige gemeentebestuur van Onstwedde aan de stadsschouwburg van Groningen geschonken. Het gemeentebestuur van Groningen heeft het beeld in permanente bruikleen aan het Theater Geert Teis geschonken.[2]